# Willie Porter
William "Willie" Porter (Winston-Salem, Carolina del Norte, 3 de julio de 1942) es un exjugador de baloncesto estadounidense que disputó dos temporadas en la ABA y tres más en la EPBL. Con 2,01 metros de estatura, jugaba en la posición de alero.

## Trayectoria deportiva

### Universidad
Jugó dos temporadas con los Tigers de la Universidad Estatal de Tennessee, en las que promedió 10,5 puntos por partido.

### Profesional
Fue elegido en el puesto 108 del Draft de la NBA de 1965 por Cincinnati Royals, pero no llegó a firmar por el equipo, jugando en su lugar en los Harrisburg Patriots de la EPBL. En 1967 firmó por los Oakland Oaks de la recién creada ABA, quienes mediada la temporada lo traspasaron a los Pittsburgh Pipers a cambio de Ira Harge. Allí se proclamó campeón jugando como suplente, y promediando 6,5 puntos y 5,3 rebotes por partido.
Al año siguiente el equipo se trasladó de ciudad, convirtiéndose en los Minnesota Pipers, pero en noviembre fue traspasado a Houston Mavericks a cambio de Tom Hoover. Solo jugó dos partidos antes de ser despedido. Acabó su carrera jugando una temporada en los Wilkes-Barre Barons, de nuevo en la EPBL donde comenzó.

## Estadísticas de su carrera en la ABA

### Temporada regular
| Temporada | Edad | Equipo            | Liga | Pos. | P  | TIT | MIN  | TC  | TCA  | %TC  | 3P  | 3PA | %3P | 2P  | 2PA  | %2P  | TL  | TLA | %TL   | R.OF. | R.DEF. | REB | ASIS | ROB | TAP | PER | FP  | PTS  |
| 1967-68   | 25   | TOTAL             | ABA  | PF   | 56 |     | 23.1 | 4.0 | 9.8  | .412 | 0.0 | 0.0 |     | 4.0 | 9.8  | .412 | 3.6 | 5.3 | .677  |       |        | 8.0 | 1.1  |     |     | 2.8 | 3.4 | 11.6 |
| 1967-68   | 25   | Oakland Oaks      | ABA  | PF   | 43 |     | 26.1 | 4.6 | 11.0 | .422 | 0.0 | 0.0 |     | 4.6 | 11.0 | .422 | 3.9 | 5.7 | .679  |       |        | 8.8 | 1.2  |     |     | 3.3 | 3.8 | 13.1 |
| 1967-68   | 25   | Pittsburgh Pipers | ABA  | PF   | 13 |     | 13.2 | 2.0 | 5.7  | .351 | 0.0 | 0.0 |     | 2.0 | 5.7  | .351 | 2.5 | 3.7 | .667  |       |        | 5.3 | 0.7  |     |     | 1.2 | 2.2 | 6.5  |
| 1968-69   | 26   | TOTAL             | ABA  | PF   | 13 |     | 11.4 | 2.2 | 4.0  | .538 | 0.0 | 0.0 |     | 2.2 | 4.0  | .538 | 1.3 | 2.4 | .548  | 2.1   | 2.2    | 4.2 | 0.5  |     |     | 0.8 | 1.8 | 5.6  |
| 1968-69   | 26   | Minnesota Pipers  | ABA  | PF   | 11 |     | 12.5 | 2.3 | 4.1  | .556 | 0.0 | 0.0 |     | 2.3 | 4.1  | .556 | 1.2 | 2.5 | .481  | 2.2   | 2.2    | 4.4 | 0.5  |     |     | 0.9 | 2.1 | 5.7  |
| 1968-69   | 26   | Houston Mavericks | ABA  | PF   | 2  |     | 5.5  | 1.5 | 3.5  | .429 | 0.0 | 0.0 |     | 1.5 | 3.5  | .429 | 2.0 | 2.0 | 1.000 | 1.5   | 2.0    | 3.5 | 0.0  |     |     | 0.5 | 0.0 | 5.0  |
| Total     |      |                   | ABA  |      | 69 |     | 20.9 | 3.7 | 8.7  | .423 | 0.0 | 0.0 |     | 3.7 | 8.7  | .423 | 3.1 | 4.7 | .665  | 2.1   | 2.2    | 7.3 | 0.9  |     |     | 2.4 | 3.1 | 10.5 |

### Playoffs
| Temporada | Edad | Equipo            | Liga | Pos. | P  | TIT | MIN  | TC  | TCA | %TC  | 3P  | 3PA | %3P | 2P  | 2PA | %2P  | TL  | TLA | %TL  | R.OF. | R.DEF. | REB | ASIS | ROB | TAP | PER | FP  | PTS |
| 1967-68 ❍ | 25   | Pittsburgh Pipers | ABA  | PF   | 14 |     | 11.9 | 1.4 | 3.1 | .442 | 0.0 | 0.0 |     | 1.4 | 3.1 | .442 | 1.4 | 2.1 | .690 |       |        | 4.9 | 0.4  |     |     | 1.3 | 3.1 | 4.1 |
| Total     |      |                   | ABA  |      | 14 |     | 11.9 | 1.4 | 3.1 | .442 | 0.0 | 0.0 |     | 1.4 | 3.1 | .442 | 1.4 | 2.1 | .690 |       |        | 4.9 | 0.4  |     |     | 1.3 | 3.1 | 4.1 |